# 카이흐우
카이흐우(베트남어: Khai Hựu / 開祐 개우 / 1329년 2월 ~ 1341년 8월)는 베트남 쩐 왕조(陳朝) 헌종(憲宗) 쩐브엉(陳旺)의 연호이다.

## 개원
- 카이타이(開泰) 6년 2월 15일[1](율리우스력 1329년 3월 15일)에 연호를 카이흐우(開祐)로 개원함.[2][3]

- 카이흐우(開祐) 13년 8월 21일[4](율리우스력 1341년 10월 2일)에 연호를 티에우퐁(紹豊)으로 개원함.[5][3]

## 연대 대조표
| 카이흐우 | 서기(西紀) | 간지(干支) | 원나라 연호              |
| 원년     | 1329년     | 기사(己巳) | 천력(天曆) 2년           |
| 2년      | 1330년     | 경오(庚午) | 천력 3년 지순(至順) 원년 |
| 3년      | 1331년     | 신미(辛未) | 지순 2년                 |
| 4년      | 1332년     | 임신(壬申) | 지순 3년                 |
| 5년      | 1333년     | 계유(癸酉) | 지순 4년 원통(元統) 원년 |
| 6년      | 1334년     | 갑술(甲戌) | 원통 2년                 |
| 7년      | 1335년     | 을해(乙亥) | 원통 3년 지원(至元) 원년 |
| 8년      | 1336년     | 병자(丙子) | 지원 2년                 |
| 9년      | 1337년     | 정축(丁丑) | 지원 3년                 |
| 10년     | 1338년     | 무인(戊寅) | 지원 4년                 |
| 카이흐우 | 서기(西紀) | 간지(干支) | 원나라 연호              |
| 11년     | 1339년     | 기묘(己卯) | 지원(至元) 5년           |
| 12년     | 1340년     | 경진(庚辰) | 지원 6년                 |
| 13년     | 1341년     | 신사(辛巳) | 지정(至正) 원년          |

## 동시대 연호

### 중국(몽골)
원(元)
- 천력(天曆) (1328년 ~ 1330년)
- 지순(至順) (1330년 ~ 1333년)
- 원통(元統) (1333년 ~ 1335년)
- 지원(至元) (1335년 ~ 1340년)
- 지정(至正) (1341년 ~ 1370년)

### 일본
- 가랴쿠(嘉暦) (1326년 ~ 1329년)
- 겐토쿠(元徳) (1329년 ~ 1332년)

다이카쿠지 계통(大覺寺統)
- 겐코(元弘) (1331년 ~ 1334년)

지묘인 계통(持明院統)
- 쇼쿄(正慶) (1332년 ~ 1333년)

겐무 신정(建武新政)
- 겐무(建武) (1334년 ~ 1338년)

남조(南朝)
- 엔겐(延元) (1336년 ~ 1340년)
- 고코쿠(興国) (1340년 ~ 1346년)

북조(北朝)
- 랴쿠오(暦応) (1338년 ~ 1342년)

## 같이 보기
- 베트남의 연호